# شاریس کاراپتیان
شاریس کاراپتیان (ارمنی: Շարիս Կարապետյան؛ انگلیسی: Sharis Garabedian ) هنرمند عکاس، نقاش، طراح اهل ارمنستان-ایتالیا است.

## زندگی‌نامه
وی در بیروت یا تهران به دنیا آمد و از دانشگاه پاریس و کالج اسکیدمور فارغ‌التحصیل گشت. 